# Hermann Fegelein
Hans Georg Otto Hermann Fegelein (30 de outubro de 1906 — 29 de abril de 1945) foi um general da Waffen-SS na Alemanha Nazista e membro do círculo pessoal de Adolf Hitler, cunhado de Eva Braun através do seu casamento com sua irmã, Gretl Braun, e cunhado de Hitler através de seu casamento com Eva.

## Início da carreira
Fegelein nasceu em Ansbach na Baviera. Quando garoto trabalhou com seu pai em uma escola de equitação em Munique. Depois que a escola foi fechada devido à crise econômica da década de 1920, ele trabalhou para Christian Weber, que na década de 1930 era um dos membros do partido nazista.
Em 1925 Fegelein aderiu ao 17.º Reiterregiment, deixando-o em 1928 para se juntar a Polícia da Baviera, em Munique. Entrou em contato com o Nazismo, entrando para o Partido (membro número 1.200.158) e para a SA, em 1930. Em 1931 Fegelein foi transferido para a SS.

## Adesão à SS
Em 25 de julho de 1937 o Reichsführer SS Heinrich Himmler, por ordem especial do Oberabschnitt(SUD), criou o Fundo SS Riding School, em Munique e fez de Hermann Fegelein o comandante da escola. Somente a antiga realeza (dinastias Hohenzollern e Kaiserzeit) poderiam enviar representantes, juntamente com os principais dirigentes da indústria alemã. Hermann havia solicitado que seu amigo, Capitão Marten von Barnekow, fosse admitido na equitação escola, e Himmler concedeu o seu pedido.
Fegelein subiu rapidamente através das fileiras e foi rapidamente enviado à frente russa em 1943 com a Divisão de Cavalaria Florian Geyer, juntamente com os membros da sua SS Riding School (Haupt - Reitschule München). Ele tinha servido sob o comando de Reinhard Heydrich, e sendo um oficial SS, foi envolvido nos rituais Nazi em Wewelsburg Castle.

## Relação com Himmler
Fegelein foi apelidado por Heinrich Himmler de "menino de ouro". Com rosto juvenil e atitude subserviente ele ganhou grande consideração de Himmler, que lhe tratava como um filho. Himmler concedeu-lhe os melhores trabalhos (principalmente relacionados com cavalos), a melhor equipe e generosos orçamentos. Quando ele foi ferido na frente da Rússia, Himmler o levou para trabalhar como seu ajudante e representante da Waffen SS na casa de Hitler.
Como titular da Cruz da Cavalaria, Fegelein recebeu uma distinção cada vez maior do público com a atribuição da Cruz de Cavalaria com Espada em 30 de julho de 1944. Heinrich Himmler também presentou-o com uma pistola Walther P-38 folhada a ouro, decorada com folhas carvalho com o nome de Fegelein esculpido sobre ela, e que ostentavam a inscrição Meine Ehre heißt Treue ("Minha honra chama-se Lealdade") que era o lema das SS, sobre a coronha.

## Casamento
Seu casamento foi politicamente arranjado e realizou-se em 3 de junho de 1944, com dois dias de celebração na casa da montanha de Hitler em Obersalzberg. Fotografias do casamento apareceram no semanal Britain's Picture Post Magazine do ano seguinte, após o fim da guerra, mostrando Hitler na festa. A certidão de casamento foi obtida na mesma cidade e Heinrich Himmler presidiu a cerimônia em que um simples ritual pagão foi seguido pela troca de alianças. Esta cerimónia foi fotografada e filmada pelos nazistas.
Adolf Hitler tentava ativamente encontrar um marido para Gretl - isso proporcionaria uma razão válida para apresentar Eva Braun aos visitantes e levá-la para funções oficiais. Antes do casamento, Hitler forçou Eva Braun a se esconder dos outros oficiais nazistas quando eles o visitavam.
Gretl Braun tinha uma péssima reputação como sendo promíscua - dentro da SS, que foi apelidado de "a ninfomaníaca do Obersalzberg." Hitler tinha anteriormente tentado casa-la com o Capitão Fritz Darges, mas Darges pediu para ser enviado para lutar no Front Oriental, em vez de casar com ela. Além disso, no momento do casamento, Gretl Braun estava grávida de um homem que não era Fegelein.
No entanto, Hitler estava aparentemente ciente das amantes de Fegelein, e mesmo que não aprovasse fez vista grossa a elas. Isso era comum no seu círculo interno: Martin Bormann teve 10 filhos com sua esposa e também manteve um amante, enquanto Heinrich Himmler tinha dois filhos com sua esposa e amante.
Fegelein também tornou-se o comandante do haras da SS no Castelo de Fischhorn perto Zell am See, Áustria. Embora tivesse uma casa com a esposa, um apartamento em Berlim e um quarto subterrâneos no bunker abaixo da Chancelaria do Reich, o haras foi o local onde Fegelein teve as suas melhores amizades.
Grandes quantidades de ouro roubado, valiosas obras de arte e outros valiosos bens móveis que estavam na fazenda mudaram mãos no final de abril de 1945. Neste momento a maioria dos principais oficiais nazistas estavam reunidos para levar seu ouro, dinheiro e jóias provenientes das vítimas dos campos de concentração, artes roubadas e outros valores, bem como receber novos documentos de identificação e passaportes para lhes permitir fugir para outros países após a capitulação oficial da Alemanha. Segundo informações publicadas em entrevistas com soldados aliados, Waldemar Fegelein (irmão de Hermann), estava escondido no Castelo de Fischhorn, em abril de 1945, juntamente com outros oficiais SS, e se acreditava ter recebido transferências de seu irmão, em Berlim contendo bens pessoais de Eva Braun e algumas obras de arte roubadas de Hermann Göring. Esse foi um dos motivos que fez com que o irmão de Fegelein fosse ativamente procurado pelos aliados no final da guerra.

## Morte
De janeiro a abril de 1945, Fegelein e Martin Bormann controlaram o acesso ao gabinete de Hitler. Após o superior de Fegelein, Heinrich Himmler, tentar negociar rendição aos Aliados através do Conde Bernadotte, em abril de 1945, Fegelein, que tinha deixado o Bunker da Chancelaria do Reich, foi capturado pelo SS-Obersturmbannführer Peter Högl em seu apartamento Berlim, aparentemente preparando-se para fugir para a Suécia ou Suíça com o dinheiro e passaportes falsificados, com roupas civis e com sua amante húngara. De acordo com a maioria das testemunhas ele estava embriagado quando foi preso e levado de volta para o bunker.
Neste ponto, vários historiadores começam a divergir radicalmente. Em Os Últimos Dias de Hitler, o historiador Hugh Trevor-Roper comentou:
As verdadeiras causas e as circunstâncias da execução de Fegelein são um dos poucos temas neste livro sobre a qual a certeza de um final parece improvável.
O jornalista James P. O'Donnell descobriu em suas entrevistas inúmeras reclamações e teorias sobre o que aconteceu com Fegelein, muitas das quais discordavam umas das outras. Muitos alegaram que ele havia sido morto ao término de seu julgamento na corte-marcial, e esta teoria predominou  durante muitos anos. O General Wilhelm Mohnke, que presidiu a corte-marcial, disse a O'Donnell o seguinte:
| “ | Hitler me deu a ordem para criar um tribunal imediatamente. Eu iria presidi-lo ... eu mesmo decidi que o homem acusado (Fegelein) merecia ser julgado pelo alto comando. O júri, constituído por quatro oficiais - generais Wilhelm Burgdorf, Hans Krebs, Johann Rattenhuber, e eu... Nós fizemos, nesse momento, tudo com a intenção de realizar um julgamento. O que realmente aconteceu foi que se criou o tribunal marcial numa sala ao lado do meu posto de comando militar ... Nós juízes tomamos nossos lugares à mesa com a norma do Manual do Exército Alemão de Corte Marcial. O julgamento demorou para começar pois o réu Fegelein começou a agir de forma muito escandalosa. Bêbado como um selvagem, Fegelein primeiro contestou a competência do tribunal. Ele recusou-se a defender-se. O homem estava em forma miserável - chorando, vomitando e trêmulo. Ele colocou seu pênis para fora das calças e começou a urinar no chão... Agora eu estava na frente de uma situação impossível. Por um lado, com base em todos os elementos disponíveis, incluindo as suas próprias declarações anteriores, este miserável oficial estava sendo acusado de deserção ... No entanto, o Manual do Exército Alemão afirma claramente que nenhum soldado alemão pode ser condenado se não tiver condições físicas e mentais para ouvir as acusações contra ele. Olhei o artigo novamente, para ter a certeza, e consultei meus colegas juízes... Na minha opinião e dos meus companheiros de mesa, Hermann Fegelein não tinha qualquer condição de ser julgado. Eu encerrei o processo... Então ficou Fegelein sob a guarda do General Rattenhuber e sua equipe de segurança. Depois disso nunca o vi. (O'Donnell, The Bunker, 1978). | ” |

Muitas outras pessoas argumentaram no bunker que Wilhelm Mohnke estava mentindo, que na realidade ele tinha matado Fegelein, e só fez a declaração acima para tentar fugir de qualquer culpa.
Esta situação foi complicada pelo fato de Mohnke ter sido o único sobrevivente da suposta corte marcial - Hans Krebs e Wilhelm Burgdorf cometeram suicídio em 2 de maio de 1945. Embora Johann Rattenhuber tenha sobrevivido, ele foi capturado pelo Exército Vermelho, mantido sob custódia até a década de 1950, e morreu pouco tempo depois de ser julgado - antes que pudesse ser entrevistado sobre Fegelein.
No entanto, como observou O'Donnell, ninguém realmente viu Fegelein ser executado. O'Donnell e muitos historiadores, com as provas em mãos, concordaram com Mohnke, e concluíram que Fegelein foi condenado por causa de uma combinação da traição de Himmler e suspeitas de sua amante era uma espia. Fegelein, então, foi morto sem um bom julgamento e, sob as ordens de Hitler, provavelmente foi enforcado por membros da SS em uma adega. Além disso, observou que O'Donnell, Hitler só se casou com Eva Braun depois do julgamento e execução de Fegelein - um meio de garantir que ele não teria um "traidor" como cunhado.
Alguns sobreviventes do bunker disseram que Eva Braun pediu a Hitler para poupar o seu novo cunhado, Hermann, enquanto outros disseram que ela nada terá dito em sua defesa. Existe um consenso entre os sobreviventes que, quando Fegelein foi preso pela primeira vez, Eva Braun informou Hitler que sua irmã estava grávida e que isso, aparentemente, levou Hitler a considerar liberá-lo sem punição. No entanto, não existe acordo sobre se ela disse alguma coisa quando Hitler o condenou à morte.

## Pós-guerra
Os pais de Fegelein sobreviveram à guerra e afirmaram ter recebido mensagens (através de um terceiro) de que ele estava numa contínua resistência subterrânea. Sua esposa, que herdou algumas joias valiosas (de proveniência duvidosa) de sua irmã Eva Braun, também sobreviveu à guerra e deu à luz uma criança chamada Eva em homenagem a sua tia, cuja verdadeira ascendência é objeto de algumas especulações e que cometeu suicídio em 1975.
O destino do bebê que a esposa de Fegelein esperava antes de seu casamento é desconhecido. Alguns membros do círculo pessoal de Hitler alegaram que ela abortou com o auxílio de Theodore Morell, um dos médicos de Adolf Hitler.
No entanto, segundo seus pais, todas as evidências indicam que Fegelein foi morto em 29 de abril de 1945.

## Condecorações
- Infantry Assault Badge (prata)
- Close Combat Clasp (prata)
- Wound Badge (silprataer)
- Eisernes Kreuz 1ª e 2ª classe
- Cruz de Ouro da Alemanha (1 de novembro de 1943)
- Knight's Cross with Oak Leaves
- Cruz da Cavalaria (2 de março de 1942)
- Oak Leaves (22 de dezembro de 1942)
- Espadas (30 de julho de 1944)

## Retrato na mídia
Em 1981 na adaptação do livro de O'Donnell, The Bunker, Fegelein foi interpretado por Terrence Hardiman. Ele foi representado pelo ator alemão Thomas Kretschmann em 2004 no filme A Queda (Der Untergang).